# Major League Baseball 1995
La stagione 1995 della Major League Baseball (MLB) cominciò il 25 aprile, in ritardo rispetto alla consuetudine, a causa del perdurare dello sciopero dei giocatori indetto durante la stagione 1994. A causa di questo inizio ritardato la stagione si articolò su 144 partite per squadra anziché 162.
L'All-Star Game si è giocato il 11 luglio al Rangers Ballpark in Arlington, Texas ed è stato vinto dalla selezione della National League per 3-2.
Le World Series si sono svolte tra il 21 e il 26 ottobre, si sono concluse con la vittoria degli Atlanta Braves per 4 partite a 2 sui Cleveland Indians. Questo è stato il terzo titolo della storia dei Braves.

## Regular Season

### American League

#### East Division
| # | Squadra           | Vittorie | Sconfitte | Perc. | Diff. |
| - | ----------------- | -------- | --------- | ----- | ----- |
| 1 | Boston Red Sox    | 86       | 58        | .597  | -     |
| 2 | New York Yankees  | 79       | 65        | .549  | 7.0   |
| 3 | Baltimore Orioles | 71       | 73        | .493  | 15.0  |
| 4 | Detroit Tigers    | 60       | 84        | .417  | 26.0  |
| 5 | Toronto Blue Jays | 56       | 88        | .389  | 30.0  |

#### Central Division
| # | Squadra            | Vittorie | Sconfitte | Perc. | Diff. |
| - | ------------------ | -------- | --------- | ----- | ----- |
| 1 | Cleveland Indians  | 100      | 44        | .694  | -     |
| 2 | Kansas City Royals | 70       | 74        | .486  | 30.0  |
| 3 | Chicago White Sox  | 68       | 76        | .472  | 32.0  |
| 4 | Milwaukee Brewers  | 65       | 79        | .451  | 35.0  |
| 5 | Minnesota Twins    | 56       | 88        | .389  | 44.0  |

#### West Division
| # | Squadra           | Vittorie | Sconfitte | Perc. | Diff. |
| - | ----------------- | -------- | --------- | ----- | ----- |
| 1 | Seattle Mariners  | 79       | 66        | .545  | -     |
| 2 | California Angels | 78       | 67        | .538  | 1.0   |
| 3 | Texas Rangers     | 74       | 70        | .514  | 4.5   |
| 4 | Oakland Athletics | 67       | 77        | .465  | 11.5  |

|  | Vincitore Division |
|  | Wild Card          |

### National League

#### East Division
| # | Squadra               | Vittorie | Sconfitte | Perc. | Diff. |
| - | --------------------- | -------- | --------- | ----- | ----- |
| 1 | Atlanta Braves        | 90       | 54        | .625  | -     |
| 2 | New York Mets         | 69       | 75        | .479  | 21.0  |
| 2 | Philadelphia Phillies | 69       | 75        | .479  | 21.0  |
| 4 | Florida Marlins       | 67       | 76        | .469  | 22.5  |
| 5 | Montreal Expos        | 66       | 78        | .458  | 24.0  |

#### Central Division
| # | Squadra             | Vittorie | Sconfitte | Perc. | Diff. |
| - | ------------------- | -------- | --------- | ----- | ----- |
| 1 | Cincinnati Reds     | 85       | 59        | .590  | -     |
| 2 | Houston Astros      | 76       | 68        | .528  | 9.0   |
| 3 | Chicago Cubs        | 73       | 71        | .507  | 12.0  |
| 4 | St. Louis Cardinals | 62       | 81        | .434  | 22.5  |
| 5 | Pittsburgh Pirates  | 58       | 86        | .403  | 27.0  |

#### West Division
| # | Squadra              | Vittorie | Sconfitte | Perc. | Diff. |
| - | -------------------- | -------- | --------- | ----- | ----- |
| 1 | Los Angeles Dodgers  | 78       | 66        | .542  | -     |
| 2 | Colorado Rockies     | 77       | 67        | .535  | 1.0   |
| 3 | San Diego Padres     | 70       | 74        | .486  | 8.0   |
| 4 | San Francisco Giants | 67       | 77        | .465  | 11.0  |

|  | Vincitore Division |
|  | Wild Card          |

### Record Individuali

#### American League
| Stat. | Giocatore      | Squadra           | Totale |
| ----- | -------------- | ----------------- | ------ |
| AVG   | Edgar Martínez | Seattle Mariners  | .356   |
| HR    | Albert Belle   | Cleveland Indians | 50     |
| RBI   | Albert Belle   | Cleveland Indians | 126    |
| RBI   | Mo Vaughn      | Boston Red Sox    | 126    |
| R     | Albert Belle   | Cleveland Indians | 121    |
| R     | Edgar Martínez | Seattle Mariners  | 121    |
| H     | Lance Johnson  | Chicago White Sox | 186    |
| SB    | Kenny Lofton   | Cleveland Indians | 54     |

| Stat. | Giocatore     | Squadra                            | Totale |
| ----- | ------------- | ---------------------------------- | ------ |
| W     | Mike Mussina  | Baltimore Orioles                  | 19     |
| L     | Mike Moore    | Detroit Tigers                     | 15     |
| L     | Kevin Gross   | Texas Rangers                      | 15     |
| L     | Jason Bere    | Chicago White Sox                  | 15     |
| ERA   | Randy Johnson | Seattle Mariners                   | 2.48   |
| K     | Randy Johnson | Seattle Mariners                   | 294    |
| IP    | David Cone    | Toronto Blue Jays New York Yankees | 229 ⅓  |
| SV    | José Mesa     | Cleveland Indians                  | 46     |

#### National League
| Stat. | Giocatore      | Squadra          | Totale |
| ----- | -------------- | ---------------- | ------ |
| AVG   | Tony Gwynn     | San Diego Padres | .368   |
| HR    | Dante Bichette | Colorado Rockies | 40     |
| RBI   | Dante Bichette | Colorado Rockies | 128    |
| R     | Craig Biggio   | Houston Astros   | 123    |
| H     | Tony Gwynn     | San Diego Padres | 197    |
| H     | Dante Bichette | Colorado Rockies | 197    |
| SB    | Quilvio Veras  | Florida Marlins  | 56     |

| Stat. | Giocatore    | Squadra             | Totale |
| ----- | ------------ | ------------------- | ------ |
| W     | Greg Maddux  | Atlanta Braves      | 19     |
| L     | Paul Wagner  | Pittsburgh Pirates  | 16     |
| ERA   | Greg Maddux  | Atlanta Braves      | 1.63   |
| K     | Hideo Nomo   | Los Angeles Dodgers | 236    |
| IP    | Greg Maddux  | Atlanta Braves      | 209 ⅔  |
| IP    | Denny Neagle | Pittsburgh Pirates  | 209 ⅔  |
| SV    | Randy Myers  | Chicago Cubs        | 38     |

## Post Season
|  | Division Series | Division Series     | Division Series   |                |                   | League Championship Series | League Championship Series | League Championship Series |  |  | World Series | World Series      | World Series |
|  |                 |                     |                   |                |                   |                            |                            |                            |  |  |              |                   |              |
|  | 3               | Seattle Mariners    | 3                 |                |                   |                            |                            |                            |  |  |              |                   |              |
|  | 4               | New York Yankees    | 2                 |                |                   |                            |                            |                            |  |  |              |                   |              |
|  | 4               | New York Yankees    | 2                 |                | 3                 | Seattle Mariners           | 2                          |                            |  |  |              |                   |              |
|  |                 |                     |                   |                | 3                 | Seattle Mariners           | 2                          |                            |  |  |              |                   |              |
|  |                 | 1                   | Cleveland Indians | 4              |                   |                            |                            |                            |  |  |              |                   |              |
|  | 1               | 1                   | Cleveland Indians | 4              | Cleveland Indians | 3                          |                            |                            |  |  |              |                   |              |
|  | 1               |                     |                   |                | Cleveland Indians | 3                          |                            |                            |  |  |              |                   |              |
|  | 2               | Boston Red Sox      | 0                 |                |                   |                            |                            |                            |  |  |              |                   |              |
|  |                 |                     |                   |                |                   |                            |                            |                            |  |  | AL           | Cleveland Indians | 2            |
|  |                 |                     | NL                | Atlanta Braves | 4                 |                            |                            |                            |  |  |              |                   |              |
|  | 1               | Atlanta Braves      | 3                 |                |                   |                            |                            |                            |  |  |              |                   |              |
|  | 4               | Colorado Rockies    | 1                 |                |                   |                            |                            |                            |  |  |              |                   |              |
|  | 4               | Colorado Rockies    | 1                 |                | 1                 | Atlanta Braves             | 4                          |                            |  |  |              |                   |              |
|  |                 |                     |                   |                | 1                 | Atlanta Braves             | 4                          |                            |  |  |              |                   |              |
|  |                 | 2                   | Cincinnati Reds   | 0              |                   |                            |                            |                            |  |  |              |                   |              |
|  | 2               | 2                   | Cincinnati Reds   | 0              | Cincinnati Reds   | 3                          |                            |                            |  |  |              |                   |              |
|  | 2               |                     |                   |                | Cincinnati Reds   | 3                          |                            |                            |  |  |              |                   |              |
|  | 3               | Los Angeles Dodgers | 0                 |                |                   |                            |                            |                            |  |  |              |                   |              |

### Division Series
American League
| Data                                  | Squadra di casa  | Squadra ospite   | Ris.   |
| ------------------------------------- | ---------------- | ---------------- | ------ |
| 03/10                                 | New York Yankees | Seattle Mariners | 9 - 6  |
| 04/10                                 | New York Yankees | Seattle Mariners | 7 - 5  |
| 06/10                                 | Seattle Mariners | New York Yankees | 7 - 4  |
| 07/10                                 | Seattle Mariners | New York Yankees | 11 - 8 |
| 08/10                                 | Seattle Mariners | New York Yankees | 6 - 5  |
| Seattle Mariners vincono la serie 3-2 |                  |                  |        |

| Data                                   | Squadra di casa   | Squadra ospite    | Ris.  |
| -------------------------------------- | ----------------- | ----------------- | ----- |
| 03/10                                  | Cleveland Indians | Boston Red Sox    | 5 - 4 |
| 04/10                                  | Cleveland Indians | Boston Red Sox    | 4 - 0 |
| 06/10                                  | Boston Red Sox    | Cleveland Indians | 8 - 2 |
| Cleveland Indians vincono la serie 3-0 |                   |                   |       |

National League
| Data                                | Squadra di casa  | Squadra ospite   | Ris.   |
| ----------------------------------- | ---------------- | ---------------- | ------ |
| 03/10                               | Colorado Rockies | Atlanta Braves   | 4 - 5  |
| 04/10                               | Colorado Rockies | Atlanta Braves   | 4 - 7  |
| 06/10                               | Atlanta Braves   | Colorado Rockies | 5 - 7  |
| 07/10                               | Atlanta Braves   | Colorado Rockies | 10 - 4 |
| Atlanta Braves vincono la serie 3-1 |                  |                  |        |

| Data                                 | Squadra di casa     | Squadra ospite      | Ris.   |
| ------------------------------------ | ------------------- | ------------------- | ------ |
| 03/10                                | Los Angeles Dodgers | Cincinnati Reds     | 2 - 7  |
| 04/10                                | Los Angeles Dodgers | Cincinnati Reds     | 4 - 5  |
| 06/10                                | Cincinnati Reds     | Los Angeles Dodgers | 10 - 1 |
| Cincinnati Reds vincono la serie 3-0 |                     |                     |        |

### League Championship Series
American League
| Data                                   | Squadra di casa   | Squadra ospite    | Ris.  |
| -------------------------------------- | ----------------- | ----------------- | ----- |
| 10/10                                  | Seattle Mariners  | Cleveland Indians | 3 - 2 |
| 11/10                                  | Seattle Mariners  | Cleveland Indians | 2 - 5 |
| 13/10                                  | Cleveland Indians | Seattle Mariners  | 2 - 5 |
| 14/10                                  | Cleveland Indians | Seattle Mariners  | 7 - 0 |
| 15/10                                  | Cleveland Indians | Seattle Mariners  | 3 - 2 |
| 17/10                                  | Seattle Mariners  | Cleveland Indians | 0 - 4 |
| Cleveland Indians vincono la serie 4-2 |                   |                   |       |

National League
| Data                                | Squadra di casa | Squadra ospite  | Ris.  |
| ----------------------------------- | --------------- | --------------- | ----- |
| 10/10                               | Cincinnati Reds | Atlanta Braves  | 1 - 2 |
| 11/10                               | Cincinnati Reds | Atlanta Braves  | 2 - 6 |
| 13/10                               | Atlanta Braves  | Cincinnati Reds | 5 - 2 |
| 14/10                               | Atlanta Braves  | Cincinnati Reds | 6 - 0 |
| Atlanta Braves vincono la serie 4-0 |                 |                 |       |

### World Series
| Data                                | Squadra di casa   | Squadra ospite    | Ris.  |
| ----------------------------------- | ----------------- | ----------------- | ----- |
| 21/10                               | Atlanta Braves    | Cleveland Indians | 3 - 2 |
| 22/10                               | Atlanta Braves    | Cleveland Indians | 4 - 3 |
| 24/10                               | Cleveland Indians | Atlanta Braves    | 7 - 6 |
| 25/10                               | Cleveland Indians | Atlanta Braves    | 2 - 5 |
| 26/10                               | Cleveland Indians | Atlanta Braves    | 5 - 4 |
| 28/10                               | Atlanta Braves    | Cleveland Indians | 1 - 0 |
| Atlanta Braves vincono la serie 4-2 |                   |                   |       |

## Campioni
| World Series 1995 Atlanta Braves Terzo titolo |

## Premi
- Miglior giocatore della Stagione

|    | Giocatore    | Squadra         |
| -- | ------------ | --------------- |
| AL | Mo Vaughn    | Boston Red Sox  |
| NL | Barry Larkin | Cincinnati Reds |

- Rookie dell'anno

|    | Giocatore     | Squadra             |
| -- | ------------- | ------------------- |
| AL | Marty Cordova | Minnesota Twins     |
| NL | Hideo Nomo    | Los Angeles Dodgers |

- Miglior giocatore delle World Series

| Giocatore   | Squadra        |
| ----------- | -------------- |
| Tom Glavine | Atlanta Braves |